# Srednja Omanjska
Srednja Omanjska – wieś w Bośni i Hercegowinie, w Federacji Bośni i Hercegowiny, w kantonie zenicko-dobojskim, w gminie Usora. W 2013 roku liczyła 693 mieszkańców, z czego większość stanowili Chorwaci.